# Nossa Senhora da Vila, Nossa Senhora do Bispo e Silveiras
Nossa Senhora da Vila, Nossa Senhora do Bispo e Silveiras (llamada oficialmente União das Freguesias de Nossa Senhora da Vila, Nossa Senhora do Bispo e Silveiras) es una freguesia portuguesa del municipio de Montemor-o-Novo, distrito de Évora.

## Historia
Fue creada el 28 de enero de 2013 en aplicación de una resolución de la Asamblea de la República de Portugal promulgada el 16 de enero de 2013 con la unión de las freguesias de Nossa Senhora da Vila, Nossa Senhora do Bispo y Silveiras, pasando su sede a estar situada en la antigua freguesia de Nossa Senhora da Vila.

## Demografía
| Gráfica de evolución demográfica de Nossa Senhora da Vila, Nossa Senhora do Bispo e Silveiras entre 2011 y 2021 |
| |
| Datos según el nomenclátor publicado por el INE portugués.                                                      |